# Union Neuchâtel Basket
L'Union Neuchâtel Basket è la principale società di pallacanestro maschile di Neuchâtel, nel Canton Neuchâtel, ed è stata fondata nel 1981.
I suoi colori sociali sono il giallo e il blu, e disputa le partite casalinghe presso La Riveraine, che ha una capienza di circa 2500 posti a sedere.

## Storia
Nella stagione 1994-95 partecipa alla Coppa Korać
Al termine della stagione 2011-12, conclusasi con la vittoria dei play-off di LNB, riconquista la campionato e, nella stagione 2012-2013, chiude la Regular Season al quarto rango e arrivando fino in semifinale dei play-off, sconfitti dai futuri campioni; ovvero la squadra dei Ginevra Devils. 
Inoltre, sempre nella stagione 2012-2013, conquista la sua prima Coppa Svizzera della storia sconfiggendo in finale la squadra ticinese SAM Massagno.

## Palmarès
- Coppa di Svizzera: 1

2012-2013
- Coppa di Lega svizzera: 1

2014
- LNB: 1

2002-2003

## Roster 2023-24
| Union Neuchâtel 2023-24 | Union Neuchâtel 2023-24 |
| Giocatori               | Staff tecnico           |
| ----------------------- | ----------------------- |

| N. | Naz.                                       | Ruolo | Nome                      | Anno | Alt.   | Peso |  |
| -- | ------------------------------------------ | ----- | ------------------------- | ---- | ------ | ---- |  |
| 1  | Francia (bandiera)                         | PG    | Joanis Maquiesse          | 2003 | 195 cm |      |  |
| 2  | Angola (bandiera)                          | PG    | Silmy Joao Caputo         | 2002 | 184 cm |      |  |
| 3  | Stati Uniti (bandiera)                     | P     | Nate West                 | 1998 | 180 cm |      |  |
| 4  | Svizzera (bandiera)                        | A     | Jonathan Gräser           | 2001 | 198 cm |      |  |
| 5  | Svizzera (bandiera)                        | PG    | Marc Hammel               | 2003 | 193 cm |      |  |
| 6  | Stati Uniti (bandiera)                     | AG    | Dalan Ancrum              | 1996 | 198 cm |      |  |
| 8  | Svizzera (bandiera)                        | PG    | Thomas Salman             | 2001 | 185 cm |      |  |
| 9  | Grenada (bandiera)                         | C     | Arkim Robertson           | 1994 | 208 cm |      |  |
| 10 | Svizzera (bandiera)                        | PG    | Henri Chokoté             | 2000 | 186 cm |      |  |
| 11 | Svizzera (bandiera)                        | AC    | Dylan Schommer            | 1997 | 204 cm |      |  |
| 12 | Svizzera (bandiera)                        | AC    | Nikola Damjanovic         | 2004 | 202 cm |      |  |
| 34 | Stati Uniti (bandiera)                     | AG    | Darious Moten             | 1992 | 202 cm |      |  |
| 73 | Argentina (bandiera) · Svizzera (bandiera) | GA    | Juan Esteban de la Fuente | 2000 | 195 cm |      |  |

| Allenatore                                                             |
| - Mitar Trivunović                                                     |
| Assistente/i                                                           |
| - Chad Timberlake Legenda - (C) Capitano - (IN) Inattivo - Infortunato |

## Cestisti
- Quinton Day 2012-2015
- Tony Brown 2015-2017

## Allenatori
- 1981-1984:  Celestín Mrázek
- 1985-1986:  Charlie McCormick
- 1986-1988:  Jean-Paul Brugger
- 1988-1989:  Ed Gregg
- 1989:  Brad McNamara
- 1989: Julio Fernadez
- 1989-1991:  Gábor Kulcsár
- 1991-1992:  Hugo Harrewijn
- 1992-1995:  Milan Mrkonjić
- 1995:  Miodrag Marjanović
- 1995-1997:  Len Stevens
- 1997:  Alain Perlotto
- 1997-1998:  Matan Rimac
- 1998-1999:  Stefan Rudy
- 1999-2001:  Patrick Cossettini
- 2001-2003:  Miodrag Kresović
- 2003:  Christophe Gnaegi
- 2003-2004:  Patrick Cossettini
- 2004-2005:  Patrick Macazaga
- 2005-2006:   Jon Ferguson
- 2006-2007:  Petar Aleksić
- 2007-2009:  Aymeric Collignon
- 2009-2010:  Stéphane Neff
- 2010-2011:  Petar Aleksić
- 2011-2012:  Michael Brooks
- 2012-2013:  Arnaud Ricoux
- 2013-2017:  Emmanuel Schmitt
- 2017:  Vladimir Ružičić
- 2018:  Nikša Bavčević
- 2018:  Mitar Trivunović
- 2018-2019:  Mehdy Mary
- 2019-2021:  Daniel Goethals
- 2021-:  Mitar Trivunović